# Parque Nacional Campos del Tuyú
O Parque Nacional Campos del Tuyú é um parque nacional na província de Buenos Aires, na Argentina. Situado na margem sul da Baía de Samborombón, o parque foi inaugurado no dia 13 de maio de 2009. A principal atracção de Campos del Tuyú é o raro veado-campeiro; na verdade, é um dos poucos lugares em Pampa onde essa espécie sobrevive. Outros habitantes do parque incluem mais de uma centena de espécies de aves, a capivara e o também ameaçado Leopardus geoffroyi.